# Übersicht der Listen der Naturdenkmale im Landkreis Südwestpfalz
Die Übersicht der Listen der Naturdenkmale im Landkreis Südwestpfalz nennt die Listen und die Anzahl der Naturdenkmale in den Städten und Gemeinden im rheinland-pfälzischen Landkreis Südwestpfalz. Die Listen enthalten 160 im Landschaftsinformationssystem der Naturschutzverwaltung Rheinland-Pfalz verzeichnete Naturdenkmale.

## Verbandsgemeinde Dahner Felsenland
In den 15 verbandsangehörigen Gemeinden der Verbandsgemeinde Dahner Felsenland sind insgesamt 65 Naturdenkmale verzeichnet.
| Ort                   | Naturdenkmalliste                                | Gesamtanzahl Naturdenkmale |
| --------------------- | ------------------------------------------------ | -------------------------- |
| Bobenthal             | Liste der Naturdenkmale in Bobenthal             | 1                          |
| Bruchweiler-Bärenbach | Liste der Naturdenkmale in Bruchweiler-Bärenbach | 8                          |
| Bundenthal            | Liste der Naturdenkmale in Bundenthal            | 2                          |
| Busenberg             | Liste der Naturdenkmale in Busenberg             | 5                          |
| Dahn                  | Liste der Naturdenkmale in Dahn                  | 16                         |
| Erfweiler             | Liste der Naturdenkmale in Erfweiler             | 13                         |
| Erlenbach bei Dahn    | Liste der Naturdenkmale in Erlenbach bei Dahn    | 1                          |
| Fischbach bei Dahn    | Liste der Naturdenkmale in Fischbach bei Dahn    | 3                          |
| Ludwigswinkel         | Liste der Naturdenkmale in Ludwigswinkel         | 4                          |
| Rumbach               | Liste der Naturdenkmale in Rumbach               | 4                          |
| Schindhard            | Liste der Naturdenkmale in Schindhard            | 2                          |
| Schönau               | Liste der Naturdenkmale in Schönau (Pfalz)       | 6                          |

In Hirschthal,
Niederschlettenbach und
Nothweiler sind keine Naturdenkmale verzeichnet.

## Verbandsgemeinde Hauenstein
In den 8 verbandsangehörigen Gemeinden der Verbandsgemeinde Hauenstein sind insgesamt 17 Naturdenkmale verzeichnet.
| Ort              | Naturdenkmalliste                             | Gesamtanzahl Naturdenkmale |
| ---------------- | --------------------------------------------- | -------------------------- |
| Hauenstein       | Liste der Naturdenkmale in Hauenstein (Pfalz) | 8                          |
| Hinterweidenthal | Liste der Naturdenkmale in Hinterweidenthal   | 5                          |
| Schwanheim       | Liste der Naturdenkmale in Schwanheim (Pfalz) | 1                          |
| Spirkelbach      | Liste der Naturdenkmale in Spirkelbach        | 1                          |
| Wilgartswiesen   | Liste der Naturdenkmale in Wilgartswiesen     | 2                          |

In Darstein,
Dimbach und
Lug sind keine Naturdenkmale verzeichnet.

## Verbandsgemeinde Pirmasens-Land
In den 10 verbandsangehörigen Gemeinden der Verbandsgemeinde Pirmasens-Land sind insgesamt 11 Naturdenkmale verzeichnet.
| Ort        | Naturdenkmalliste                          | Gesamtanzahl Naturdenkmale |
| ---------- | ------------------------------------------ | -------------------------- |
| Eppenbrunn | Liste der Naturdenkmale in Eppenbrunn      | 5                          |
| Kröppen    | Liste der Naturdenkmale in Kröppen         | 3                          |
| Lemberg    | Liste der Naturdenkmale in Lemberg (Pfalz) | 3                          |

In Bottenbach,
Hilst,
Obersimten,
Ruppertsweiler,
Schweix,
Trulben und
Vinningen sind keine Naturdenkmale verzeichnet.

## Verbandsgemeinde Rodalben
In den 6 verbandsangehörigen Gemeinden der Verbandsgemeinde Rodalben sind insgesamt 9 Naturdenkmale verzeichnet.
| Ort                       | Naturdenkmalliste                                    | Gesamtanzahl Naturdenkmale |
| ------------------------- | ---------------------------------------------------- | -------------------------- |
| Leimen                    | Liste der Naturdenkmale in Leimen (Pfalz)            | 3                          |
| Merzalben                 | Liste der Naturdenkmale in Merzalben                 | 2                          |
| Münchweiler an der Rodalb | Liste der Naturdenkmale in Münchweiler an der Rodalb | 2                          |
| Rodalben                  | Liste der Naturdenkmale in Rodalben                  | 2                          |

In Clausen und
Donsieders sind keine Naturdenkmale verzeichnet.

## Verbandsgemeinde Thaleischweiler-Wallhalben
In den 20 verbandsangehörigen Gemeinden der Verbandsgemeinde Thaleischweiler-Wallhalben sind insgesamt 20 Naturdenkmale verzeichnet.
| Ort                      | Naturdenkmalliste                                   | Gesamtanzahl Naturdenkmale |
| ------------------------ | --------------------------------------------------- | -------------------------- |
| Herschberg               | Liste der Naturdenkmale in Herschberg               | 5                          |
| Hettenhausen             | Liste der Naturdenkmale in Hettenhausen             | 1                          |
| Knopp-Labach             | Liste der Naturdenkmale in Knopp-Labach             | 1                          |
| Maßweiler                | Liste der Naturdenkmale in Maßweiler                | 3                          |
| Nünschweiler             | Liste der Naturdenkmale in Nünschweiler             | 1                          |
| Obernheim-Kirchenarnbach | Liste der Naturdenkmale in Obernheim-Kirchenarnbach | 1                          |
| Reifenberg               | Liste der Naturdenkmale in Reifenberg               | 3                          |
| Rieschweiler-Mühlbach    | Liste der Naturdenkmale in Rieschweiler-Mühlbach    | 2                          |
| Saalstadt                | Liste der Naturdenkmale in Saalstadt                | 1                          |
| Schmitshausen            | Liste der Naturdenkmale in Schmitshausen            | 1                          |
| Thaleischweiler-Fröschen | Liste der Naturdenkmale in Thaleischweiler-Fröschen | 1                          |

In Biedershausen,
Höheischweiler,
Höhfröschen,
Krähenberg,
Petersberg,
Schauerberg,
Wallhalben,
Weselberg und
Winterbach (Pfalz) sind keine Naturdenkmale verzeichnet.

## Verbandsgemeinde Waldfischbach-Burgalben
In den 8 verbandsangehörigen Gemeinden der Verbandsgemeinde Waldfischbach-Burgalben sind insgesamt 13 Naturdenkmale verzeichnet.
| Ort                     | Naturdenkmalliste                                  | Gesamtanzahl Naturdenkmale |
| ----------------------- | -------------------------------------------------- | -------------------------- |
| Geiselberg              | Liste der Naturdenkmale in Geiselberg              | 3                          |
| Heltersberg             | Liste der Naturdenkmale in Heltersberg             | 2                          |
| Höheinöd                | Liste der Naturdenkmale in Höheinöd                | 1                          |
| Schmalenberg            | Liste der Naturdenkmale in Schmalenberg            | 2                          |
| Steinalben              | Liste der Naturdenkmale in Steinalben              | 2                          |
| Waldfischbach-Burgalben | Liste der Naturdenkmale in Waldfischbach-Burgalben | 3                          |

In Hermersberg und
Horbach sind keine Naturdenkmale verzeichnet.

## Verbandsgemeinde Zweibrücken-Land
In den 17 verbandsangehörigen Gemeinden der Verbandsgemeinde Zweibrücken-Land sind insgesamt 25 Naturdenkmale verzeichnet.
| Ort              | Naturdenkmalliste                           | Gesamtanzahl Naturdenkmale |
| ---------------- | ------------------------------------------- | -------------------------- |
| Althornbach      | Liste der Naturdenkmale in Althornbach      | 3                          |
| Battweiler       | Liste der Naturdenkmale in Battweiler       | 1                          |
| Contwig          | Liste der Naturdenkmale in Contwig          | 4                          |
| Dietrichingen    | Liste der Naturdenkmale in Dietrichingen    | 3                          |
| Großsteinhausen  | Liste der Naturdenkmale in Großsteinhausen  | 4                          |
| Hornbach         | Liste der Naturdenkmale in Hornbach         | 2                          |
| Kleinsteinhausen | Liste der Naturdenkmale in Kleinsteinhausen | 3                          |
| Walshausen       | Liste der Naturdenkmale in Walshausen       | 2                          |
| Wiesbach         | Wiesbach                                    | 3                          |

In Bechhofen,
Dellfeld,
Großbundenbach,
Käshofen,
Kleinbundenbach,
Mauschbach,
Riedelberg und
Rosenkopf sind keine Naturdenkmale verzeichnet.